# Alain Vandeputte
Pour les articles homonymes, voir Vandeputte.
Alain Vandeputte est un footballeur professionnel français, né le 22 août 1963 aux Pavillons-sous-Bois (Seine-Saint-Denis).

## Biographie
Mesurant 1,79 mètre pour 68 kg, il évoluait au poste d'attaquant. 
Pour sa première année comme titulaire au SM Caen, en D3 à 19 ans, il réalise une saison remarquable et termine meilleur buteur de l'équipe, ce qui lui vaut d'être recruté par le Lille OSC, club de l'élite. Cette saison est un échec, et Vandeputte va évoluer le reste de sa carrière en deuxième division.

## Carrière de joueur
- 1979-1980 :  Red Star 93[3] (réserve)
- 1980-1982 :  Paris SG (réserve)
- 1982-1983 :  SM Caen (Division 3, 33 matchs, 16 buts)
- 1983-1986 :  Lille OSC (Division 1, 4 matchs)
- → 1984-1986 :  SM Caen (Division 2, 62 matchs, 11 buts[4])
- 1986-1987 :  FC Bourges (Division 2, 30 matchs, 11 buts)
- 1987-1989 :  FC Istres (Division 2, 63 matchs, 17 buts)
- 1989-1991 :  Nîmes Olympique (Division 2, 33 matchs, 6 buts)
- 1991-1992 :  Stade Olympique Châtelleraudais (Division 3)